# Гребениковский сельский совет (Тростянецкий район)
Гребениковский сельский совет (укр. Гребениківська сільська рада) — входит в состав
Тростянецкого района
Сумской области
Украины.
Административный центр сельского совета находится в 
с. Гребениковка
.

## Населённые пункты совета
- с. Гребениковка
- с. Братское
- с. Градское
- с. Набережное